# Manyikeni
Manyikeni est un site archéologique situé à 52 km à l'ouest de la ville côtière de Vilanculos au Mozambique. L'architecture de l'enclos en pierre rappellent celle du Grand Zimbabwe, citée édifiée et contrôlée par l'Empire Monomotapa. En outre, des gongs en métal découvert sur place sont semblables à ceux de cette culture. Elles sont pourtant situées à 350 km de Grand Zimbabwe.
Le site est recouvert de la graminée Cenchrus ciliaris , herbe qui n'est pas habituellement présente au Mozambique, mais commune au Zimbabwe. Il est donc possible que cette herbacée ait été introduite ici par les pasteurs de l'Empire Monomotapa pour leur bétail. Si des ossements de Caprinae se retrouvent sur l'ensemble du site, on ne retrouve des ossements de bovins qu'au centre, cela suggère que seuls les aristocrates locaux pouvaient en manger. La présence d'un grand nombre de perles de verre et de coquillages suggère également un commerce important avec l'ancienne colonie côtière de Chibuene (en).
Pour toutes ces raisons, ces ruines sont datées du XIIe au XVIIe siècle.
Bien que le site ait été présenté sur la liste du patrimoine mondial de l'UNESCO en 1997, il n'a toujours pas été inscrit en 2012.

## Vue d'ensemble
Le site est situé sur les plaines côtières orientales de l'océan Indien et constitue l'une des seules enceintes en pierre de tradition zimbabwéenne relativement proche de la côte, ce qui souligne le rôle du site en tant que lieu de commerce côtier. Plus important encore, le site semble avoir entretenu d'importantes relations commerciales avec le site situé à 50 km de là, Chibuene, un site important du réseau commercial de l'océan Indien entre la fin du Ier millénaire et les années 1700. L'occupation du site commence vers 1200 et se poursuit jusqu'en 1700. Cette période d'occupation est généralement divisée en trois périodes : 1200, période de construction de l'enceinte en pierre ; 1200-1450, période d'occupation maximale ; jusqu'à 1700, période d'abandon du site. L'enceinte en pierre est fouillée pour la première fois en 1975 et 1976, peu après l'indépendance du Mozambique, par le Centre d'études africaines de l'Université Eduardo Mondlande et le British Institute in Eastern Africa jusqu'en 1978. Les recherches menées à cette époque ont permis de déterminer que le site était une communauté agricole de la fin de l'âge du fer de la tradition du Grand Zimbabwe, potentiellement utilisé comme avant-poste commercial avec Chibuenestone enclosure was excavated for the first time in 1975 and 1976, shortly after Mozambique independence by the Eduardo Mondlande University Centre for African Studies and the British Institute in Eastern Africa to 1978. The research in this period determined that the site was a later Iron Age farming community of the Great Zimbabwean tradition, potentially used as a trade outpost with Chibuene.

## Enceinte en pierre
L'élement le plus caractéristique du site est l'enceinte en pierre qui reflète la tradition du Grand Zimbabwe. Cette enceinte mesure 20 mètres de diamètre pour une hauteur de 50 cm, ce qui la rend beaucoup plus petite que l'enceinte du Grand Zimbabwe. L'enceinte en pierre est construite sans mortier, comme au Grand Zimbabwe, ce qui souligne encore son association avec cette tradition. La construction est entreprise en utilisant du calcaire, contrairement aux autres sites associés au Grand Zimbabwe qui utilisent du granit. Cela s'explique par la plus grande disponibilité du calcaire dans la région environnante, ce qui correspond au modèle d'autres sites périphériques de la tradition du Grand Zimbabwe qui utilisent les ressources de la région environnante, plutôt que d'importer du granit pour la construction des enclos en pierre. La construction des enceintes en pierre du Grand Zimbabwe est influencée par l'emplacement du site, la disponibilité de la pierre déterminant la taille de l'enceinte. Le granit était le matériau de construction le plus malléable utilisé dans la tradition du Grand Zimbabwe, mais comme pour le calcaire à Manyikeni, ce matériau était beaucoup plus difficile à façonner en blocs de construction. Par conséquent, l'utilisation du calcaire explique en partie la taille beaucoup plus réduite de l'enceinte en pierre du site.

## Patrimoine mondial
Ce site est ajouté à la liste indicative du patrimoine mondial de l'UNESCO le 15 septembre 1997 dans la catégorie culturelle.